# 埃萨·塞斯特
埃萨·塞斯特（芬蘭語：Esa Seeste，1913年7月4日—1997年10月2日），芬兰男子竞技体操运动员。他曾获得1936年夏季奥运会体操比赛男子团体全能铜牌。他于1997年在赫尔辛基去世。